# Florent Chavouet
 (septembre 2016).
Florent Chavouet, né le 11 février 1980 à Nevers, est un auteur de bande dessinée et illustrateur français.

## Biographie
Titulaire d'un master d'Arts plastiques, Florent Chavouet séjourne régulièrement au Japon à partir de 2004, et tire de ces séjours deux bandes dessinées remarquées, publiées par les Éditions Philippe Picquier en 2009 et 2010 et se déroulant à Tokyo et à Manabe-shima.

## Œuvres

### Bande dessinée
- Tokyo Sanpo, Éditions Philippe Picquier, 2009.  (ISBN 978-2-8097-0076-3) Prix Ptolémée du Festival international de géographie de Saint-Dié-des-Vosges[1].
- Manabé Shima, Éditions Philippe Picquier, 2010.  (ISBN 978-2-8097-0213-2) Prix Pierre Loti 2011, sélection officielle du festival d'Angoulême 2011.[réf. souhaitée]
- Petites Coupures à Shioguni, Éditions Philippe Picquier, 2014.  (ISBN 978-2-8097-1045-8) Fauve Polar SNCF au festival d'Angoulême 2015.[réf. souhaitée]
- L'Île Louvre, Futuropolis et Louvre éditions, 2015, reportage dessiné sur le Musée du Louvre, publié sous forme de BD.  (ISBN 978-2-7548-1010-4)
- Touiller le miso, Éditions Philippe Picquier, 2020.

### Illustration
- Hitchcock, par exemple, scénario de Tanguy Viel, Paris, Naïve, coll. « Livre d'heures », 2010.
- Le Carnet secret de Lili Lampion, scénario de Amanda Sthers, Paris, Nathan, Plon, 2011.